# Гігантський український радіотелескоп
Гігантський український радіотелескоп — телескоп, який створюється на базі існуючого радіотелескопу УТР-2.
Необхідність створення нових гігантських наземних низькочастотних радіотелескопів вже досить давно усвідомлена в радіоастрономічному світі, у тому числі і в Україні. Близько 15 років тому ці ідеї деякою мірою конкурували з проектами розміщення низькочастотних інструментів у космічному просторі для виключення заважаючих факторів у діапазоні гранично низьких частот. Однак, у космічних проектів є ряд проблем, пов'язаних з економічністю, надійністю, часом життя інструментів та астрофізичних обмеженнями. Все це робить перспективним будівництво низькочастотних гігантських радіотелескопів на земній поверхні. Станом на початку 2010-х років тривало будівництво таких інструментів як LOFAR у Голландії і LWA у США.
2011 року розпочалася реалізація міжнародного  проекту Радіоантена площею у Квадратний Кілометр.

## Реалізація проекту

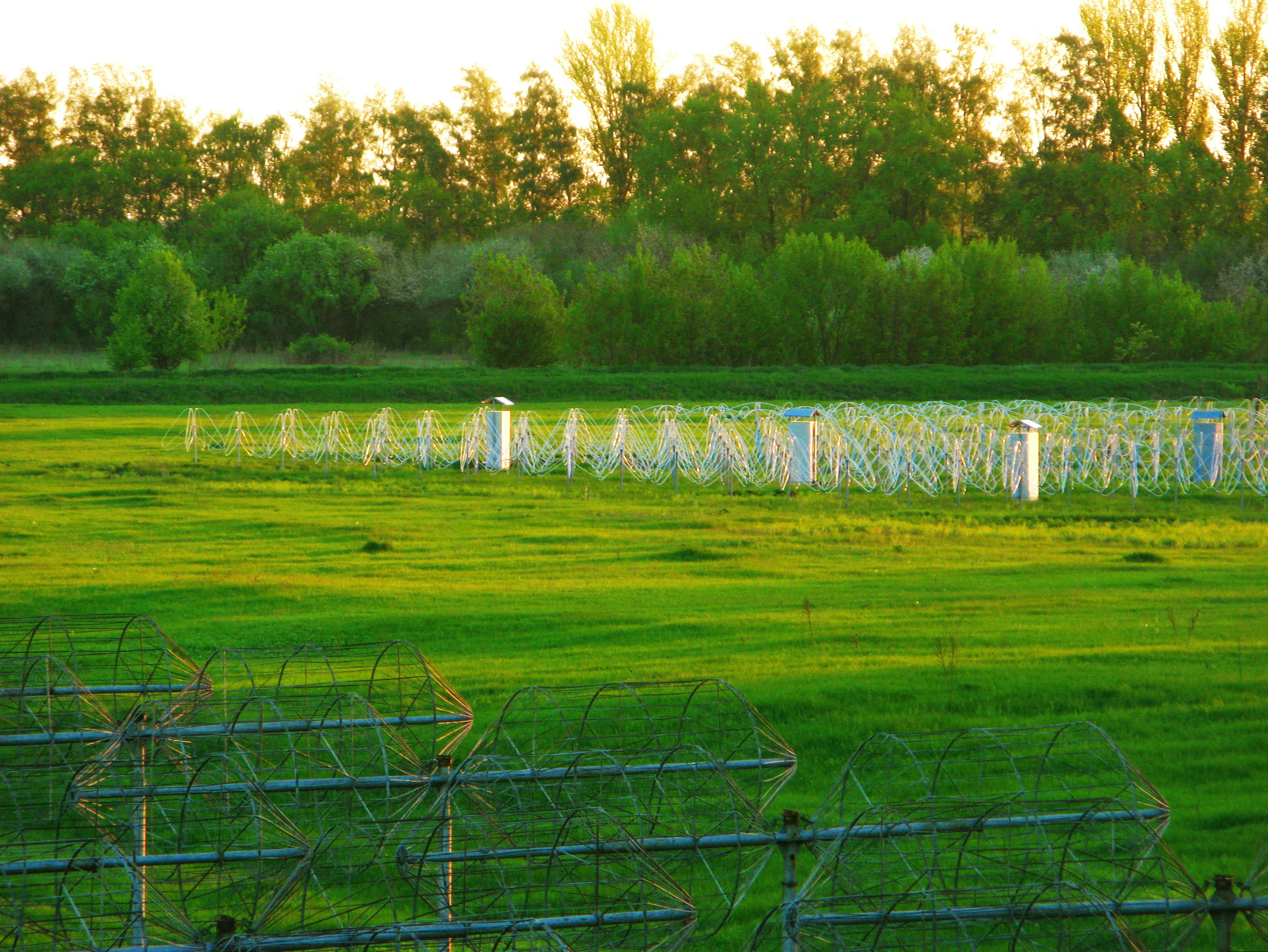
Кластер субрешіток радіотелескопу ГУРТ поряд із північним плечем радіотелескопу УТР-2

У 2001 році почалася реалізація проекту зі створення декаметрового радіотелескопа нового покоління набагато більшої чутливості й роздільної здатності, ніж його попередник УТР-2. Орієнтовний термін будівництва — до 10 років. Новий телескоп передбачалося розташувати поблизу Харкова на площі мільйон квадратних метрів. Він мав виглядати як решітка з двадцяти тисяч антен-вібраторів. Сигнали від кожної з них мали підсумовуватися за допомогою спеціальних цифрових пристроїв.
Телескоп не має чіткої геометричної форми. Він складатиметься з розкиданих на території обсерваторії ділянок квадратної форми (кожна з яких матиме по 25 антен). Вони утворюватимуть решітку телескопу. ГУРТ так спроектовано, що його потужність можна збільшувати до нескінченності: треба просто додавати кількість решіток.
Прототип майбутнього телескопа було створено і випробувано під Харковом, у Радіоастрономічному інституті НАНУ. Проект розроблявся як міжнародний. У його обговоренні взяли участь фахівці з США, Франції та Голландії. Передбачалося, що й сам новий інструмент буде згодом використовуватися спільно.
Цільовою програмою Президії НАН України було передбачено створення 8 секцій у 2008 році і завершення будівництва 40 секцій до кінця 2009 року. Нова система мала запрацювати, коли з ладу стане десять відсотків антен (тобто, близько двох тисяч).
Станом на 2011 рік було змонтовано вісім секцій і заплановано монтаж ще двох секцій (разом — 250 диполів) та обладнання для позиціонування антен. Отримати працездатний телескоп передбачалося 2013 року.
Першу чергу телескопа було введено в експлуатацію 2015 року. Станом на 2018 рік телескоп налічував 550 антенних елементів.

## Актуальний стан радіотелескопу

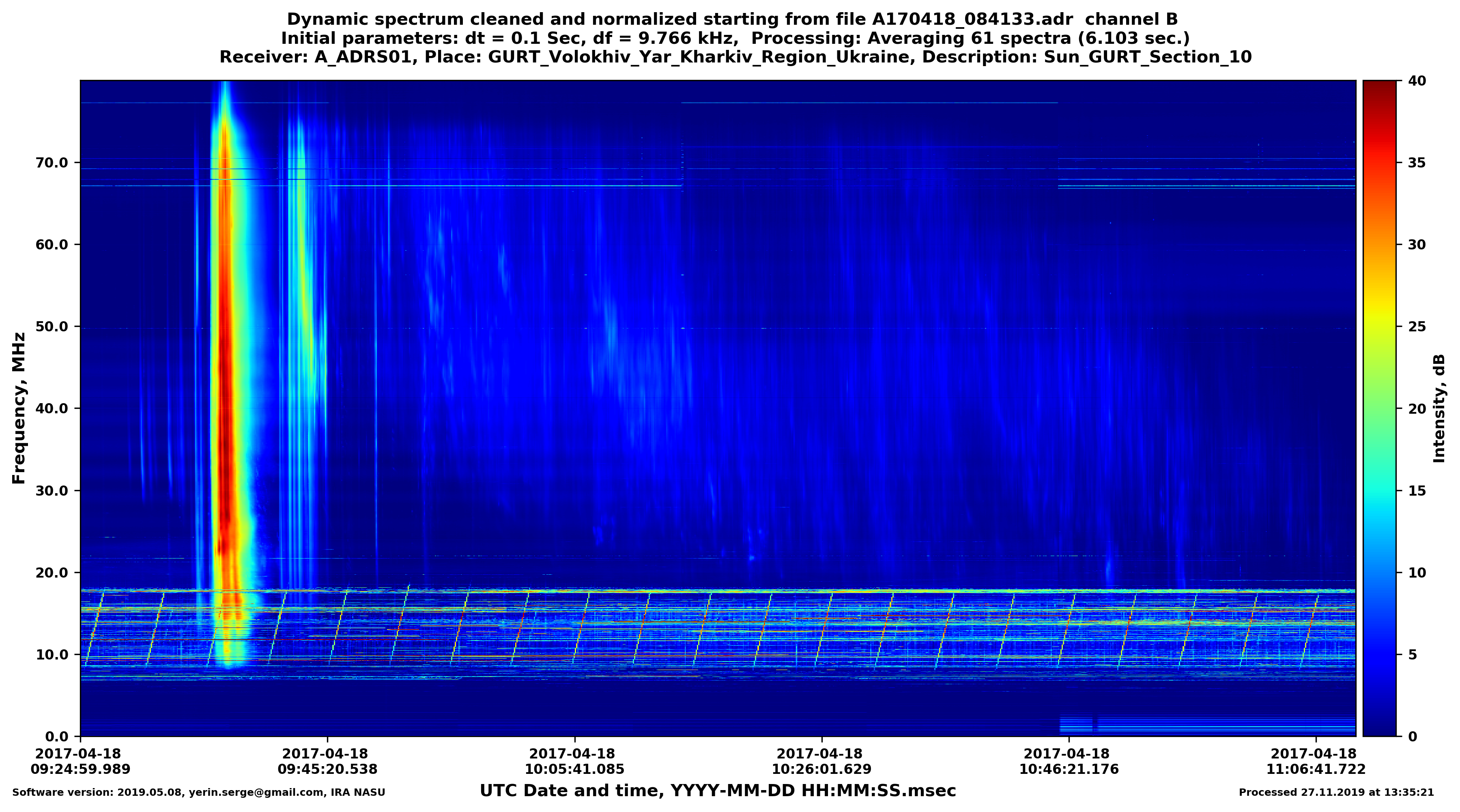
Динамічний спектр групи сплесків типу III, сплески типу II та IV, які спостерігалися під час коронального викиду мас Сонця у низькочастотному діапазоні 18 квітня 2017 р. за допомогою субрешітки радіотелескопу ГУРТ

П’ять субрешіток ГУРТ вже встановлено та повністю введено в дію. Ще шість субрешіток побудовані частково. На даний час більшість часу субрешітки застосовуються для радіоастрономічних спостережень окремо одна від одної через обмежені можливості системи цифрового фазування та формування променю. Не зважаючи на порівняну малу ефективну площу субрешітки, вона має достатню чутливість для спостережень багатьох астрофізичних явищ у широкій смузі частот (8 – 80 МГц). Субрешітки ГУРТ довели свою ефективність для досліджень сонячних радіосплесків, декаметрового радіовипромінювання Юпітера, іоносферних мерехтінь, радіовипромінювання пульсарів, тощо . Такі спостереження проводяться систематично, що включають цілорічні моніторингові дослідження сонячного радіовипромінювання, а також наземну підтримку космічних місій. Наявність поряд великого добре дослідженого і каліброваного радіотелескопа УТР-2 відкриває великі можливості для спільних радіоастрономічних досліджень та досліджень параметрів цих антенних решіток у спільному діапазоні частот.